# Juvenal Porcayo Uribe
Juvenal Porcayo Uribe (* 3. Mai 1917; † 30. Juni 1983) war ein mexikanischer Geistlicher und römisch-katholischer Bischof von Tapachula.

## Leben
Juvenal Porcayo Uribe empfing am 20. Juli 1941 das Sakrament der Priesterweihe.
Am 3. Juli 1976 ernannte ihn Papst Paul VI. zum Bischof von Tapachula. Der Apostolische Delegat in Mexiko, Erzbischof Mario Pio Gaspari, spendete ihm am 8. September desselben Jahres die Bischofsweihe; Mitkonsekratoren waren der Bischof von Acapulco, José del Pilar Quezada Valdéz, und der Erzbischof von Antequera, Bartolomé Carrasco Briseño.